# Sihla
Sihla (allemand : Siegelglashütte), est un village de Slovaquie situé dans la région de Banská Bystrica.

## Histoire
Première mention écrite du village en 1744.

## Démographie

### Évolution de la population
| Année:               | 1994. | 2004.   | 2014.   | 2024.   |
| -------------------- | ----- | ------- | ------- | ------- |
| Nombre de personnes: | 199   | 210     | 196     | 177     |
| Différence:          |       | +5,52 % | -6,66 % | -9,69 % |

| Année:               | 2023. | 2024.   |
| -------------------- | ----- | ------- |
| Nombre de personnes: | 179   | 177     |
| Différence:          |       | -1,11 % |